# Abraham M. Erichsen

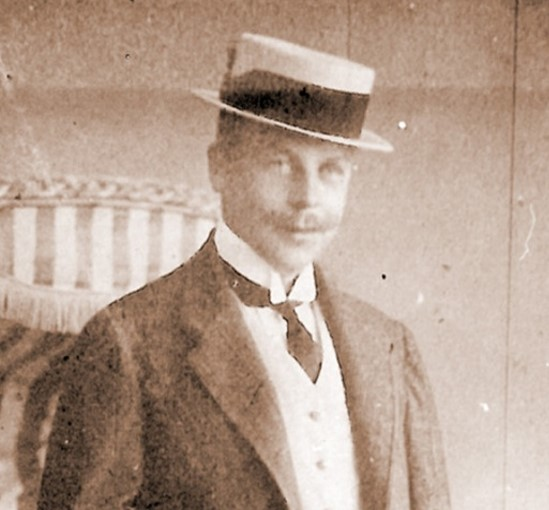
Abraham M. Erichsen, Photographie, 1928

Abraham Martinius Erichsen (* 26. Juli 1875 in Porsgrunn, Norwegen; † 11. Juni 1951 in Berlin, Deutschland) war ein norwegischer Ingenieur und Erfinder. Er ließ sich zahlreiche Prüfverfahren und technische Erfindungen patentieren und gründete 1910 das Unternehmen ERICHSEN GmbH & Co. KG. Unter anderem erfand er ein Verfahren für den Tiefungsversuch von Blechen und Bändern.

## Leben
Seine Vorfahren lassen sich bis ins 16. Jahrhundert zurückverfolgen. Sein Großvater Erik Erichsen (1813–1886) betrieb einen Landhandel. Sein Vater Eduard Erichsen (1842–1880) erweiterte das Geschäft um den Handel mit Holz, Export von Natureis sowie eine kleine Werft.
Mit 15 Jahren erlangte er die mittlere Reife an der Mittelschule von Porsgrunn. Danach absolvierte er eine dreijährige Ausbildung an der Mechaniker-Fachschule (Skiensfjordens Mekaniske Fagskole). Anschließend durchlief er zwei Jahre lang eine Techniker-Weiterbildung am Technikum in Oslo. Im Jahre 1895 begann er ein Studium an der Technischen Hochschule Hannover für Elektrotechnik. Dort schloss er 1898 ab und begann seine berufliche Laufbahn.
Im Jahr 1911 heiratete Erichsen die Lehrerin Margarete Fabritius (24.4.1887 – 16.8.1963) in Wien. Aus dieser Ehe stammten drei Kinder: die Söhne Sven (20.05.1912 – 20.5.1977) und Per (27.11.1913 – 31.7.1988), welche später den Betrieb ihres Vaters erfolgreich weiterführten, sowie Tochter Annemargret (19.01.1918 – 03.04.1953).
Zu Beginn des Ersten Weltkrieges zog es ihn vorübergehend zurück in sein Geburtsland. Dort gründete er die A/S Norsk Metalverk. Die Entstehung eines neuen NE-Halbzeugwerkes gestaltete sich jedoch aufgrund der teils aufwendigen Import- und Exportbedingungen des Krieges in Europa sehr schwierig. Nach der Beendigung der Unternehmung in Norwegen kehrte er 1926 nach Berlin-Teltow zurück. Bis zu den ersten schweren Bombardierungen von Berlin im Zuge des Zweiten Weltkrieges leitete er den Betrieb in Berlin. Von 1943 bis 1945 zog er sich nach Sylt zurück und überließ die Hauptgeschäftsführung seinem Sohn Sven Erichsen. Dieser wurde 1945 jedoch von russischen Truppen repatriiert und musste nach Norwegen ausreisen. A. M. Erichsen überwand die Zonengrenze und setzte das Unternehmen bis zum Neustart 1949 in Hemer fort. Dort übergab er dann die Leitung des Betriebes vollständig an die beiden Söhne.

## Arbeiten und Erfindungen
Berufliche Laufbahn:

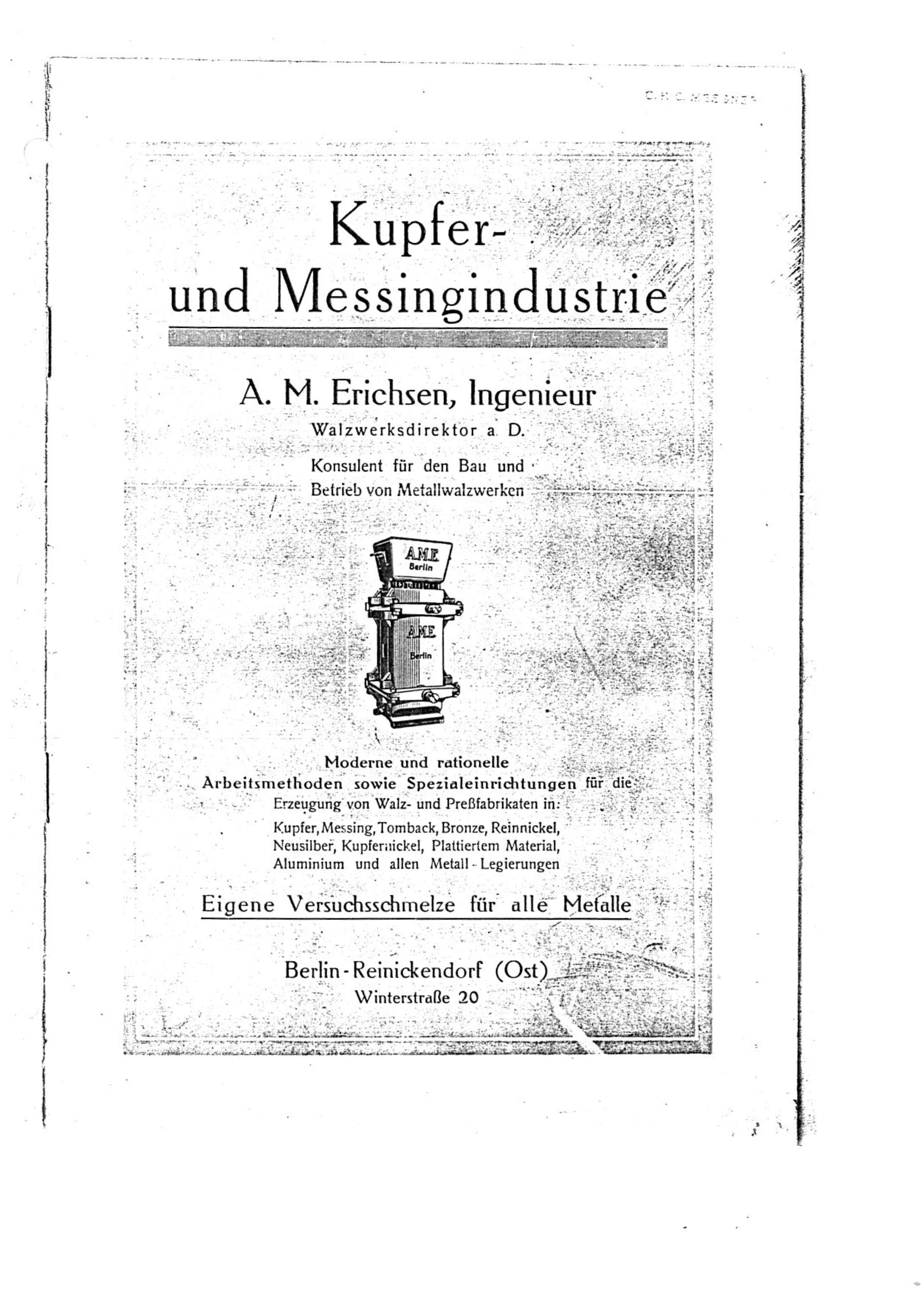
Werbeanzeige Ingenieurbüro A.M.Erichsen, 1910

- 1898 Lüdenscheid – Elektro-Lichtbogenschweißen von Kupfer
- 1900 Flensburg – Betriebsleiter bei Crusauer Kupfermühle
- 1904 Budapest – Technischer Direktor bei Nichteisenmetall-Halbzeugwerk Manfred Weiss
- 1910 Berlin – Erstes eigenes Unternehmen
  - Ingenieur A. M. Erichsen „Konsulent für den Bau und Betrieb von Metallwalzwerken und Munitionsfabriken“
  - Eigene Versuchsschmelze in Berlin-Reinickendorf mit 5 Mitarbeitern
  - Herstellung der Produkte erfolgte in Hemer (basierend auf der eigenen Konstruktion) bei der Sundwiger Eisenhütte, Maschinenfabrik Grah & Co. – gusseiserne Einfach- und Doppel-Kokillen für Walzplatten und Pressbolzen in allen NE-Metallen; Vertrieb von Berlin aus
- 1915 Gründung des „NE-Halbzeugwerks“ in Porsgrunn[5] (1926 scheidet AME aus diesem Unternehmen aus)
- 1926 Umzug und Wiederaufnahme des Kokillengeschäfts in Berlin
- 1937 Gründung der Filiale A.M. Erichsen & Son Ltd in Slough bei London
- 1949 Führung des Unternehmens in Berlin. Im selben Jahr Neustart des Unternehmens ERICHSEN in Hemer und Übergabe an seinen Sohn Per. Das Unternehmen besteht noch heute und ist eines der führenden Unternehmen für die Herstellung von Blechprüfmaschinen.

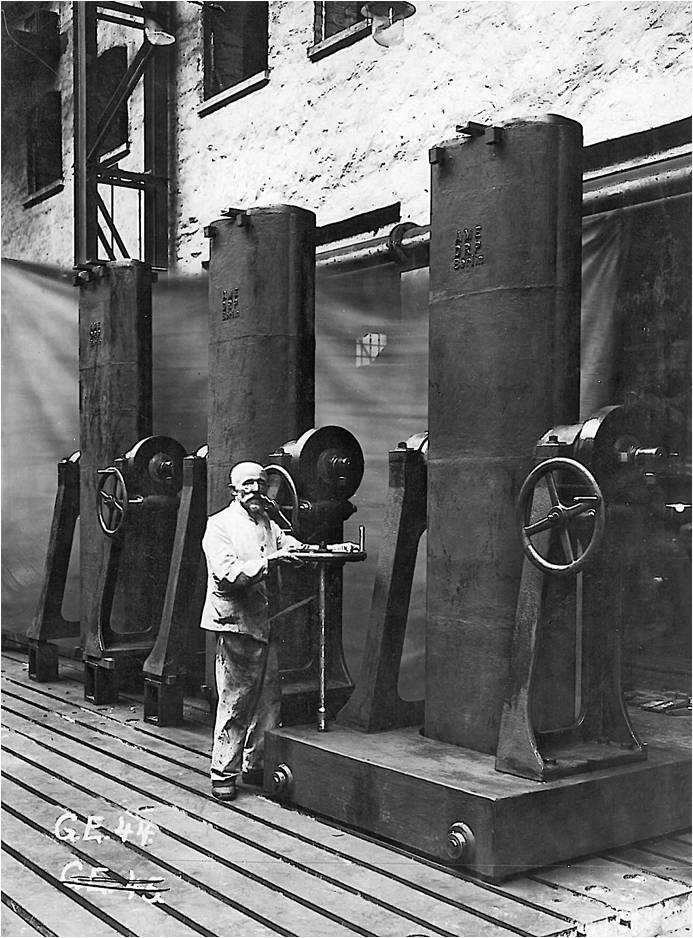
Kokille, 1914

Erfindungen, Patente & Rechte:

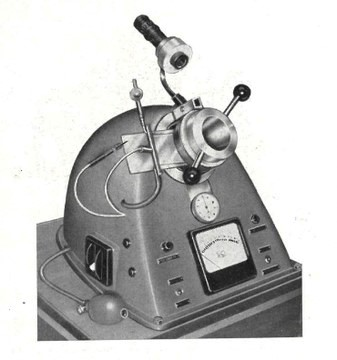
Erichsen Tiefungsmaschine

- Erichsen Tiefungsmaschine1910 Blechprüfvorrichtung – mit Zusatz-Prüfwerkzeugen für schmale Bänder, Münzen, Näpfchen[6] und Draht. Patent Deutschland Nr. 260180[7], Österreich Nr. 63446B[8], Frankreich Nr. 451937, USA Nr. 1094319.[9]
- 1912 Wassergekühlte Kokille – DRP Nr. 263697
- 1915 Kokille mit Warmkühlverfahren – DRP Nr. 300378[10]
  - Basis unter anderem für kontinuierliche Strang-Gießverfahren für Stahl von Siegfried Junghans
  - Blechprüfverfahren kam 1936 in eine Vornorm DIN DVM 101 und 1947 in die DIN 50101
    - Prüfverfahren: Das zu prüfende Blech wird zwischen einer Matrize und einem Blechhalter eingeklemmt. Das Blech wird mit Einheitsvaseline eingefettet und dann mit einem definierten Kugelstempel so weit durchstoßen, bis eine Stofftrennung auftritt. Dabei gibt die dabei erreichte Tiefung (Beule) in mm den Wert an für die Tiefzieh- und Dehnungsfähigkeit des Materials. Darüber hinaus gibt die entstehende Oberflächentopographie einen Anhalt für die Kornbeschaffenheit.

- 1928 Aufnahme der Tiefzieh-Näpfchen-Prüfung – erfunden von Herrn Naumann –, Kauf der Herstellungs- und Vertriebsrechte
- Druckmesser zur Einstellung des Blechhalterdruckes
- Quasihydraulische Rondell-Stanze für die Blechzuschnitte
- Zipfelausmessgerät DIN 50155-1981 – Ausmessung der Zipfelbildung von Anisotopischen Blechen
- Zusammenarbeit mit Professoren Erich Siebel und Anton Pomp des Kaiser-Wilhelm-Instituts für Eisenforschung zu Düsseldorf – Übernahme der Tiefzieh-Aufweitprobe
- Liegende Kühlkokille DRP 650 062[11]